# Csíkosmellű jégmadár
A csíkosmellű jégmadár (Alcedo euryzona) a madarak osztályának szalakótaalakúak (Coraciiformes) rendjébe és a jégmadárfélék (Alcedinidae) családjába tartozó faj.

## Előfordulása
Brunei, Indonézia, Malajzia, Mianmar és Thaiföld területén honos. Folyópartok lakója.

## Alfajai
- Alcedo euryzona euryzona
- Alcedo euryzona peninsulae

## Megjelenése
Testhossza 17 centiméter.